# Kanjongo
Kanjongo är ett vattendrag i Burundi.   Det ligger i provinsen Mwaro, i den centrala delen av landet, 50 kilometer öster om huvudstaden Bujumbura.
Omgivningarna runt Kanjongo är en mosaik av jordbruksmark och naturlig växtlighet. Runt Kanjongo är det tätbefolkat, med 383 invånare per kvadratkilometer.